# 板倉香
板倉 香（いたくら かおり、1978年7月30日 - ）は、日本のヨガ講師。アーユルヴェーダセラピスト。元女優、元モデル。元スペースクラフト所属。

## 来歴
アメリカ・ニューヨーク生まれ。慶應義塾大学法学部卒業。同大学の小林良彰（政治学）ゼミ出身(12期)。
16歳の頃、地下鉄に乗っていると背の高い男性から「モデルに興味はないですか」と声をかけられて、スペースクラフトに入る。
1998年、東洋紡サマーキャンペーンガールに選ばれる。「CanCam」などでモデルとして活動。
心身の健康や周囲との調和に悩んでいた大学在学中にヨガと出会う。
2002年4月 - 9月放送のNHK連続テレビ小説「さくら」に、ヒロインのエリザベス・さくら・松下（高野志穂が演じた）の妹・松下もも役で出演。
同年、アメリカ・サンフランシスコに移住。ヨガや自然療法の基礎を学ぶ中で、ヨガニードラを体験。日々の練習に取り入れるようになる。
2005年、全米ヨガアライアンス認定インストラクター講座を修了。同年、バークレーのヨガマンダラスタジオにてインストラクターとしての活動を開始。その後インドのティラック・アーユルヴェーダ大学にて医療従事者向けアーユルヴェーダ・コースをトップの成績で修了。
2008年に拠点を日本に移し、各地でのワークショップ、テレビやラジオ、外国人ヨガ講師のコーディネイトや通訳、翻訳など幅広い分野で活躍。
2011年の東日本大震災後には、心理的ストレスケアに役立てばと、ヨガニードラ音源を無料で配信する。
2013年、第1子となる男児を出産。
2014年、ヨガジャーナル日本版が立ち上げた第1回「ヨガピープルアワード2014」の授賞式で、「ベスト・オブ・ヨギーニ賞」を受賞。
2016年3月、第2子を妊娠したことをブログで報告。同年、第2子となる女児を出産。
2017年7月、カナダに移住。2019年10月、カナダより日本に帰国。
現在は、ヨガニードラセラピスト養成講座を開講し、心身の健やかさや幸せな人生を支援するためのツールとして、その普及に努めている。

## 人物・エピソード
- 家族：夫、子供が2人いる[10]。
- 好きな音楽：ジャンルはハウス (音楽)、ボサノバ、レゲエ、日本のポップミュージック。歌手はボブ・マーリー、アラニス・モリセット、ローリン・ヒル[1]。
- 好きな人物：反町隆史[1]
- 好きな料理：イタリアン、エスニック[11]
- 好きなブランド：A.P.C、ZUCCa、 M.A.C[12]

## 出演

### テレビ

#### 女優として
- アフリカの夜第6話ゲスト（1999年、フジテレビ）
- はみだし刑事情熱系第4シリーズ 第4話ゲスト（1999年、テレビ朝日）
- ブランド第1‐2話（2000年、フジテレビ）
- らぶ・ちゃっと第10話（2000年、フジテレビ）
- やまとなでしこ（2000年、フジテレビ）高石舞 役
- やまとなでしこ ディレクターズカット（2001年、フジテレビ）高石舞役
- 連続テレビ小説さくら（NHK、2002年4月 - 9月）松下もも 役
- TOKIO HOT 100（J-WAVE、2002年4月 - 9月）
- にほんごでくらそう（NHK教育、1999年4月 - 2004年3月[12]）
- MTVジャパン VJ

#### ヨガ講師として
- PON!（日本テレビ、2013年11月13日・11月20日)[13]
- ゆったりヨガで　心もからだもリラックス！（NHK教育、2015年9月7日 - 10月29日・月曜日～木曜日)
- 趣味どきっ!わたしの夜時間（NHK教育、2017年6月28日・7月5日[14])
- ごごナマ（NHK、2020年11月24日、2021年2月16日)

### CM
- マクドナルド（1997年）[1]
- エグザス（コナミスポーツクラブが運営するフィットネスクラブ）[1]
- トヨタ自動車「MONET」
- ニチレイ「アセロラドリンク」
- ユニチャーム「ソフィ」
- JAL（北米向け）

### ラジオ

#### ヨガ講師として
- すっぴん!（NHKラジオ第一、2012年度）- ゆる～りヨガ担当
- Bom Tempo（InterFM、2014年11月2日・11月9日) - ゲスト

### 雑誌

#### モデルとして
- CanCam（1997年 - 1998年)
- CLASSY
- ef
- VERY

#### ヨガ講師として
- AERA with Baby (朝日新聞出版、2014年2月号）
- ヨガジャーナル日本版 Vol.35（セブン&アイ出版 、2014年5月23日)
- VOGUE JAPAN（コンデナスト・パブリケーションズ、2018年1月号）
- 天然生活(扶桑社、2018年3月号）

### 著書
- カラダが変わる たのしい おうちヨガ・プログラム（高橋書店、2012年4月28日）ISBN 978-4-47-103244-9
- 心を整える リラックスおうちヨガ・プログラム (高橋書店、2013年9月26日）ISBN 978-4-47-103245-6
- マタニティから産後まで使える おうちヨガプログラム（高橋書店、2014年5月29日）ISBN 978-4-47-103248-7
- サントーシマ香のやさしいムーンサイクルヨガ（主婦の友社、2015年7月10日）ISBN 978-4-07-411370-5
- おやすみヨガ: 音を聞きながら横になるだけ（学研プラス、2017年3月7日）ISBN 978-4-05-800741-9
- 疲れないからだをつくる 夜のヨガ（大和書房、2017年3月25日）ISBN 978-4-47-978380-0
- 一日の体調を整える 朝のヨガ（大和書房、2018年3月22日）ISBN 978-4-47-978417-3
- 一生もののセルフケア 月のヨガ（大和書房、2019年10月26日）ISBN 978-4-47-978482-1
- ストレスフリーになる休息のヨガ（大和書房、2020年10月25日）ISBN 978-4-47-978519-4
- 自律神経を整えて免疫力を上げるヨガ（学研プラス、2020年11月19日）ISBN 978-4-05-801240-6
- 大人のための整えるヨガレッスン（学研ムック、2022年5月23日）ISBN 978-4-05-611673-1
- おうちでできるセルフケア 　更年期のヨガ（大和書房、2022年9月23日）ISBN 978-4-47-978567-5

### DVD
- アーユルヴェーダ美人道（ポニーキャニオン、2007年11月7日） - たかの友梨出演の作品の中で、「安念 香」名義で出演。
- サントーシマ香のムーンサイクル・ヨガ(竹書房、2014年7月25日）ISBN 978-4-81-248833-1